# Sabiha Kasimati
Sabiha Kasimati, albanska ihtiologinja in disidentka, * 15. september 1912, Odrin, Osmansko cesarstvo (zdaj Turčija), † 26. februar 1951, Tirana, Albanija.
Rodila se je v takratni prestolnici Osmanskega cesarstva, kjer je njen oče deloval kot zdravnik. Po vrnitvi v Albanijo so se naselili v mestu Korča, tam je kot prvo dekle obiskovala ugledno francosko srednjo šolo, njen sošolec je bil kasnejši diktator Enver Hodža. Že takrat je izstopala kot svobodomiselna in neposredna, v nasprotju s tradicionalno podobo albanske ženske tistega časa. Po končani srednji šoli je nekaj let delovala kot učiteljica, leta 1936 pa ji je uspelo dobiti državno štipendijo za študij v tujini, kar je bil takrat redek privilegij.
Vpisala je študij biologije na Univerzi v Torinu v Italiji, kjer se je usmerila v ihtiologijo (preučevanje rib), diplomirala z odliko in leta 1941 obranila še doktorsko disertacijo. Tudi tam je pritegnila pozornost učiteljev, zato so ji ponudili položaj docentke, ki pa ga je odklonila, saj si je želela vrniti v domovino.
Naslednjih deset let je delovala na Inštitutu za znanost v Tirani pod vodstvom Selahudina Tota, prvega albanskega ihtiologa, in raziskala praktično vso rečno in morsko favno rib Albanije, kar naj bi predstavljalo temelj za premišljeno gospodarsko izkoriščanje. Tudi v zasebnem življenju je kljubovala normam: nikoli se ni poročila, živela je sama v svojem stanovanju in aktivno je sodelovala v krogu takratnih intelektualcev.
Ko je po drugi svetovni vojni Hodža utrjeval oblast, je začel odstranjevati na Zahodu šolane intelektualce, ki bi mu lahko bili nevarni. Njen nadrejeni Toto je bil obsojen na smrt, njena prijateljica, pisateljica Musine Kokalari pa zaprta. Kljub nevarnosti je prišla do Hodže na sestanek in odkrito obsodila njegovo ravnanje z intelektualci.
Leta 1951 je na dvorišču ruskega veleposlaništva v Tirani eksplodirala bomba. Vlada je po že prej pripravljenih seznamih obtožila in aretirala sto ljudi, dvajset od katerih naj bi bilo ustreljenih kot svarilo drugim. Med njimi se je znašla tudi Kasimati, z rdečim križcem ob imenu, kar je označevalo vpletenost v teroristična dejanja in služenje tujim agencijam. Kljub temu, da je med preiskavo zanikala vpletenost, so jo 26. februarja 1951 ponoči skupaj z 21 drugimi obsojenci usmrtili nekje ob Beširijevem mostu ter vrgli v skupen neoznačen grob. Pod njeno obširno delo Peshqit e Shqipërisë (Ribe Albanije), ki je izšlo leta 1955, so se podpisali ruski znanstvenik Anatolij Poljakov in dva albanska pravnika.
Po padcu komunizma so obsodbe vseh 22 usmrčenih razveljavili, leta 2011 pa jih je takratni predsednik Bamir Topi posthumno odlikoval z redom časti naroda (Nderi i kombit). Leta 2018 so po Kasimati poimenovali prirodoslovni muzej v Tirani.